# آرامگاه امامزاده کبری وام صغری
بقعه امامزاده کبری وام صغری مربوط به اواخر دوره صفوی است و در شهرستان اشتهارد، بخش اشتهارد واقع شده و این اثر در تاریخ ۲۳ فروردین ۱۳۴۶ با شمارهٔ ثبت ۷۵۳ به‌عنوان یکی از آثار ملی ایران به ثبت رسیده است.